# Epihippus
Epihippus var en av de forntida stamfäderna till hästen och utvecklades ur den tidiga Orohippusen för cirka 46 miljoner år sedan. Den dog ut för cirka 37 miljoner år sedan. Forskarna är dock oense om ifall Epihippus var en egen art eller en undergrupp till Orohippus. 
Epihippus var cirka 35 centimeter i mankhöjd och hade något mer utvecklade tänder än sina föregångare. Tänderna hade nu en malande verkan, vilket gjorde att hästarna nu kunde äta kraftigare föda som grövre blad, mjuka kvistar och kanske gräs som den moderna hästen. Precis som Eohippus och Orohippus hade Epihippus fyra tår. 